# Monastero di San Vittore (Mandello del Lario)
Il monastero di San Vittore a Mandello del Lario era un complesso residenziale e di suore dell'ordine dei servi di Maria che nel XVI secolo passò sotto la gestione della chiesa di San Lorenzo. Comprendeva anche la chiesa di San Vittore.

## Storia
Il monastero viene probabilmente fondato a metà del '500 dato che la prima testimonianza scritta è del 1558. La struttura che lo ospitava potrebbe tuttavia essere anteriore (XIII secolo). Esso fungeva da luogo di accoglienza per ex-carcerati, ma anche come luogo spirituale molto frequentato anche dai laici. Nel 1593 il monastero non era già più abitato dalle monache, probabilmente l'abolizione è avvenuta nel periodo della visita di Carlo Borromeo alla Pieve di Mandello. Esso mantennè comunque il nome di san Vittore, ma iniziò ad ospitare la "Compagnia de Disciplini sei santi Vittore e Carlo" sotto la giurisdizione dell'arcipretale di San Lorenzo.
Fino al 1786 la comunità continuò a svolgere le sue funzioni, ma le leggi di Giuseppe II d'Asburgo-Lorena obbligarono l'ordine a sciogliersi e lo stabile passò quindi in mano a privati che lo trasformarono in una villa. Attualmente prende la denominazione di "conventino".

## Descrizione
L'edificio si presenta come un corpo unitario di stampo cinquecentesco. Presenta anche un campanile, un chiostro e un piccolo porticato. Attorno all'edificio sono presenti numerosi alberi che lo collegano al lago, il giardino cintato prende il nome di Pra Magno per ordine comunale. Attualmente il complesso si presenta sotto forma di residenza privata.